# Publi Corneli Dolabel·la Màxim
Publi Corneli Dolabel·la Màxim (llatí: Publius Cornelius Dolabella Maximus) va ser un magistrat romà.
Va ser elegit cònsol l'any 283 aC juntament a Gneu Domici Calví. En el seu mandat va vèncer als sènons que abans havien derrotat al pretor Luci Cecili i havien assassinat als ambaixadors romans. Probablement va celebrar el triomf a Roma però la pèrdua dels Fasti en la part d'aquestos anys, no permeten assegurar-ho.
L'any 279 aC va ser enviat com a ambaixador davant Pirros de l'Epir per negociar l'intercanvi de presoners, juntament amb Gai Fabrici i Quint Emili.